# غريغوريوس النزينزي
غريغوريوس النزينزي (وُلد في حوالي عام 329 – وتُوفيَّ في 25 يناير عام 389 أو 390) (ومعروف أيضًا باسم غريغوريوس اللاهوتي أو غريغوريوس نازيانزوس؛ (باليونانية: Γρηγόριος ὁ Ναζιανζηνός)) من مواليد القرن الرابع الميلادي وكان رئيس أساقفة القسطنطينية. ويُعتبر غريغوريوس أكثر اللاهوتيين براعةً إلى حدٍ بعيد في أسلوبه البلاغي في العصر الآبائي.:xxi وحيث إنَّه خطيب تم تدريبه على نحو كلاسيكي وأيضًا فيلسوف، فقد أدخل مفهوم الهلينية ذات الولاء للفكر الإغريقي إلى كنيسة المسيحية الأولى، وبذلك وضع نموذجًا للبيزنطيين اللاهوتيين والمسؤولين في الكنيسة.:xxiv
وكان له تأثير مهم وواضح على صورة الثالوثية اللاهوتية بين اللاهوتيين الذين يتحدثون كلاً من اللغتين اليونانية وأيضًا اللاتينية، كما أن الناس يتذكرونه بلقب «اللاهوتي الثالوثي». وعلاوةً على ذلك، فإن معظم أعماله اللاهوتية ما زالت تؤثر على اللاهوتيين في العصر الحديث، وخاصةً فيما يتعلق بالعلاقة بين الأقانيم الثلاثة في الثالوث. وبالإضافة إلى الأخوين القديس باسيليوس الكبير والقديس غريغوريوس النيصي، فإنه يُعرف بأنه أحد الآباء الكابادوكيين.
ويُعد اللاهوتي غريغوريوس قديسًا في كلٍ من المسيحية الشرقية وأيضًا المسيحية الغربية. وفي الكنيسة الكاثوليكية الرومانية، يدخل غريغوريوس ضمن أطباء الكنيسة وتعتبره المسيحية الأرثوذكسية الشرقية وأيضًا الكنائس الكاثوليكية الشرقية من المُبجَّلين لكونه أحد الأساقفة المقدسِّين الثلاثة، وذلك مع كلٍ من القديس باسيليوس الكبير والقديس يوحنا ذهبي الفم.

## روابط خارجية
- غريغوريوس النزينزي على موقع الموسوعة البريطانية (الإنجليزية)
- غريغوريوس النزينزي على موقع ديسكوغز (الإنجليزية)